# Semargl
Semargl (Семарґл) — український метал-гурт із Києва, що виник 1997 року. Ранні праці гурту тяжіють до блек-металу, пізніші мають відчутний вплив дез-металу разом із новаторськими елементами, а останній альбом поєднує треш, блек-н-рол та інші жанри в одному. Тексти торкаються тем сатанізму, антихристиянства, філософії, війни.

## Учасники
Теперішній склад
- Rutarp — спів, клавішні (з 1997)
- Adele Ri —  жіночий вокал (з 2012)
- Shaddar — гітара (з 1997)
- Anima — ударні (з 2011)
- Romulus — бас-гітара, спів (з 2012)

Сесійні учасники
- Jonny Maudling (Bal-Sagoth, ex-My Dying Bride) — клавішні, оркестр в альбомі Ordo Bellictum Satanas 2010
- Nera (Darzamat) — жіночий спів у пісні «Credo Flaming Rain» 2010
- RADA — жіночий спів у пісні «Credo Flaming Rain» 2010
- Novy (ex-Behemoth, ex-Vader, Dies Irae…) — бас у пісні «Credo Insanity (Intoxicated)»
- Iscariah (ex-Immortal, Dead To This World, Necrophagia) — спів у пісні «Credo Dead To This World»
- Vrangsinn (Carpathian Forest, A Waste of Talent) — спліт трек «Credo Vrangsinn»

Колишні учасники
- Fordervelse — ударні
- Hannibal — бас-гітара
- Witch A. — жіночий спів
- Kirkill — бас-гітара
- Erland — ударні
- Equinox — ударні
- Morthvarg — гітара
- Shamala — клавішні

## Дискографія
- 2004 — Attack on God (More Hate Productions/Deathgasm Records)
- 2006 — Satanogenesis (Deathgasm Records)
- 2007 — Manifest (Deathgasm Records)
- 2010 — Ordo Bellictum Satanas (Twilight-Vertrieb)
- 2011 — Tak, Kurwa (single, Twilight-Vertrieb)
- 2012 — Satanic Pop Metal (Twilight-Vertrieb)
- 2014 — Love (Pop Metal Records)
- 2014 — Killer Dance (Pop Metal Records)
- 2018 -- New Era
- 2021 -- Radiance
- 2021 -- Astronaut (Single)
- 2021 -- Overcome Your Fears (Single)
- 2021 -- Favorite Nightmare (Single)
- 2021 -- I Love Cyberpunk (Single)
- 2021 -- Scary Movie (Single)
- 2021 -- Bitcoin (Single)

## Відеографія
- 2008 — Selection
- 2010 — Credo Revolution
- 2011 — Credo Flaming Rain
- 2011 — Tak, Kurwa (Yes Bitch)
- 2012 — God Is Not Love
- 2013 -- Discolove
- 2014 -- Poison
- 2015 -- Give Me a Reason
- 2015 -- Halloween Horror (Official Live)
- 2016 -- Held
- 2021 -- Meditation And Whiskey
- 2021 -- Astronaut